# Ван ден Буйнантс, Поль
Поль Эмиль Франсуа Анри Ванден Буйнантс (нидерл. Paul Emile François Henri Vanden Boeynants, 22 мая 1919, Форест, Бельгия — 9 января 2001, Брюссель, Бельгия) — бельгийский политический деятель, премьер-министр Бельгии (1966—1968, 1978—1979).

## Биография
Начал карьеру в мясной промышленности.
В 1949 году избран депутатом палаты представителей парламента Бельгии от Социально-христианской партии (ХСП), лидером которой был в 1961—1966 гг.
В 1957—1961 гг. — министр по делам среднего класса.
В 1966—1968 гг. — премьер-министр Бельгии. Правительство сократило средства, выделяемые на образование, здравоохранение, социальное обеспечение, а также повысило налоги. В 1967 г. были приняты специальные законы, предоставлявшие правительству чрезвычайные полномочия. В 1968 г., несмотря на принятие языковых законов 1961 и 1962 гг., фламандские студенты Лёвенского университета потребовали перевести факультеты университета, в которых преподавание осуществлялось на французском языке, в Валлонию. Однако правительство ответило им отказом, в знак протеста  министры-католики покинули кабинет, и правительство Ванден Буйнантса ушло в отставку. В результате был распущен парламент и начался правительственный кризис, который закончился лишь в июне 1968 г. образованием коалиционного правительства католиков и социалистов во главе с Г. Эйскенсом.
В 1972—1979 гг. — министр обороны.
В 1978—1979 гг. — премьер-министр Бельгии.
В 1979—1981 гг. — заместитель премьер-министра.
В 1982 г. был обвинен в коррупции. В 1986 г. крупно оштрафован и осужден на три года условно в связи с уклонением от налогов, финансовые махинации и предоставление финансовым органам неверных данных о доходах..
В январе 1989 г. был похищен из собственного подземного гаража. Его удерживали в заложниках в течение тридцати дней и выпустили за выкуп в три миллиона марок. Подозреваемый в преступлении уголовник со стажем, давно разыскиваемый органами правопорядка Патрик Хамерс, был схвачен в Брюсселе, два его возможных сообщника, которые сделали себе подложные паспорта, были задержаны на колумбийском курорте. Экспертиза порохового следа на оружии позволила привлечь банду Хамерса также и в связи с нападениями в Брабанте. В феврале 1997 г. Патрик Хамерс, который должен был стать ключевой фигурой по делу «банды из Нивелля» и о похищении Поля Ванден Буйнантса, был найден повешенным в камере.
В 1995 г. ушел из публичной политики. Некоторое время был редактором сатирического еженедельника Pan.